# Zbigniew Jaczewski
Zbigniew Stefan Jaczewski (ur. 25 lutego 1928 w Warszawie, zm. 28 listopada 2006 w Piszu) – polski badacz biologii i fizjologii zwierząt dzikich (jeleniowate, żubry), powstaniec warszawski. Syn Tadeusza Jaczewskiego oraz Haliny Jaczewskiej z domu Paszkiewicz.  Wnuk Leonarda Jaczewskiego.

## Życiorys
Prof. zw. dr hab. Zbigniew Jaczewski urodził się 25 lutego 1928 roku w Warszawie, w rodzinie ściśle związanej z pracą naukową i dydaktyczną, o ugruntowanym patriotyzmie. Był uczniem szkoły powszechnej i gimnazjum Anny Goldman.
W latach 1940–1944 należał do „Szarych Szeregów”, ps. „Żubr”. W Armii Krajowej był w batalionie „Baszta”, ps. „Janek”, w Powstaniu Warszawskim na Mokotowie służył w pułku "Baszta" - batalion "Olza" - kompania O-1 (stopień: strzelec). W powstaniu został ranny, po kapitulacji powstania przebywał w niewoli niemieckiej, był jeńcem w Stalagu X B w Sandbostel.
W okresie 1945–1946 był uczniem liceum, najpierw w Maczkowie (Haren - Niemcy), następnie w Warszawie.
W latach 1946–1951 studiował na Wydziale Weterynaryjnym Uniwersytetu Warszawskiego, uzyskując w roku 1951 dyplom lekarza weterynarii. Od 1948 do 1958 roku pracował przy Katedrze Fizjologii Zwierząt Wydziału Weterynaryjnego Uniwersytetu Warszawskiego, a następnie Szkoły Głównej Gospodarstwa Wiejskiego w Warszawie kolejno na stanowisku zastępcy asystenta, asystenta, starszego asystenta i adiunkta. W latach 1952–1954 sprawował opiekę weterynaryjną nad rezerwatami żubrów i łosi w Polsce. W 1957 roku otrzymał stopień naukowy doktora nauk weterynaryjnych w Szkole Głównej Gospodarstwa Wiejskiego. Stopień naukowy doktora habilitowanego uzyskał w roku 1962. W roku 1973 otrzymał tytuł naukowy profesora nadzwyczajnego nauk weterynaryjnych, a profesora zwyczajnego w roku 1982.
Kierunek badań nad fizjologią zwierząt nieudomowionych rozwinął się u młodego badacza w dużym stopniu dzięki opiece i wskazówkom Jana Żabińskiego, ówczesnego dyrektora Miejskiego Ogrodu Zoologicznego w Warszawie. Jan Żabiński zachęcił Zbigniewa Jaczewskiego do badań regulacji wzrostu poroża u sarny. Zainteresowanie tematyką dotyczącą badań zwierząt dzikich, oraz stworzonym później i rozwijanym kierunkiem badań fizjologicznych, pozostało na całe życie.
Zainteresowania Zbigniewa Jaczewskiego dotyczyły wielu zagadnień fizjologii jeleniowatych, począwszy od przeszczepów poroża, poprzez regulację hormonalną cyklu poroża i rozrodu, analizę jakości nasienia, sztuczną inseminację i inne. Główną dziedziną badań Zbigniewa Jaczewskiego były prace nad cyklem poroża. Profesor Jaczewski udowodnił jako pierwszy eksperymentalnie, że cykl poroża jest regulowany przez czynniki fotoperiodyczne. Pionierski charakter miały również badania nad regeneracją i transplantacją poroża jelenia szlachetnego. Zbigniew Jaczewski ustalił ponadto po raz pierwszy długość ciąży u żubrów europejskich, opisał przebieg rui i sezonowość procesów rozrodczych żubrów, zmieniającą się w warunkach rezerwatowych.
Od roku 1958 profesor Zbigniew Jaczewski był pracownikiem naukowym Instytutu Genetyki i Hodowli Zwierząt PAN w Jastrzębcu oraz Zakładu Doświadczalnego PAN w Popielnie na Mazurach, który w roku 1993 został przekształcony w samodzielną placówkę naukową pod nazwą Stacja Badawcza Rolnictwa Ekologicznego i Hodowli Zachowawczej Zwierząt. Profesor Zbigniew Jaczewski wniósł istotny wkład w rozwój Popielna jako placówki badawczej, rozwijając szeroką działalność i badania nad fizjologią zwierząt nieudomowionych.
Profesor Zbigniew Jaczewski był promotorem i recenzentem kilku prac doktorskich i habilitacyjnych, również zagranicznych. Reprezentował Polskę na Kongresach i Sympozjach Naukowych w Danii (1957), Holandii (1959), Włoszech (1961), Finlandii (1967), ZSRR (1969), Anglii (1977), Czechosłowacji (1978, 1985), Nowej Zelandii (1980), Australii (1980), USA (1981), Finlandii (1982), RFN (1983, 1984), Austrii (1986), Włoszech (1981), Węgrzech (1991), Anglii (1994).
„Profesor Zbigniew Jaczewski łączył wiedzę weterynaryjną z biologią zwierząt dzikich, co spowodowało, że był uznanym autorytetem nie tylko dla biologów, ale również myśliwych i praktyków, znanym nie tylko w Polsce, ale i w wielu krajach. Był wybitnym badaczem, nauczycielem i wychowawcą młodzieży, człowiekiem głębokiej uczciwości, prawości i wiedzy.”

## Spis wybranych publikacji
Dorobek publikacyjny profesora Jaczewskiego jest znaczący. Jest autorem lub współautorem 217 publikacji, w tym 60 oryginalnych prac twórczych, 39 referatów i doniesień kongresowych, 8 pozycji książkowych oraz licznych artykułów popularno-naukowych i recenzji oraz komunikatów naukowych. Pozostawił trwały ślad w polskiej i światowej nauce, a jego publikacje, cytowane w kraju i zagranicą, nadal pozostają inspiracją dla kolejnych pokoleń naukowców i miłośników przyrody.
Pozycje książkowe
- Gill J., Jaczewski Z., Wilkus E. Zarys anatomii i fizjologii zwierząt gospodarskich. PWRiL Warszawa 1957.

- Jaczewski Z., Der Urwald von Białowieża und seine Wisente. Geschützte Wildnis – A. Ziemsen Verlag, Wittenberg Lutherstadt 1964: 72-76.

- Gill J., Jaczewski Z., Pilarski W., Wilkus E. Zarys anatomii i fizjologii zwierząt gospodarskich. PWRiL Warszawa 1968. Wyd. 2.

- Gill J., Jaczewski Z., Pilarski W., Wilkus E. Zarys anatomii i fizjologii zwierząt gospodarskich. PWRiL Warszawa 1970. Wyd. 3.

- Jaczewski Z., Poroże jeleniowatych. PWRiL Warszawa 1981.

- Jaczewski Z. Paroźi Jelenovitych. Statni zemedelske nakladatelstvi. Praha 1983 /Translation: Irena Dvorakova/.

- Jaczewski Z., Poroże jeleniowatych. PWRiL Warszawa 1992. Wyd. 2 poprawione.

Prace naukowe
- Jaczewski Z. Wpływ jednostronnej kastracji na wzrost rogów u sarny /Capreolus capreolus L./ i jelenia /Cervus elaphus L./. Fragm. Faun. Musei Zool. Polon. 1952, 6 (12): 199-205.

- Jaczewski Z. Wpływ oświetlenia dziennego na poroże jelenia /Cervus elaphus L./. Fol. Biol. 1954, 2 (2): 133-143.

- Jaczewski Z., Swieżyński K. Anaesthesia in the European Bison /Bison bonasus L./ by chloralhydrate /chloralum hydratum/. Zool. Polon. 1955, 6 (2): 80-87.

- Jaczewski Z. Regeneration of antlers in red deer, Cervus elaphus. Bull. Acad. Polon. Sci. Cl. II, 1955, 3 (7): 273-278.

- Jaczewski Z. Free transplantation of antler in red deer /Cervus elaphus L./. Bull. Acad. Polon. Sci. Cl. II, 1956, 4 (3): 107-110.

- Jaczewski Z. Further observations on transplantation of antler in red deer /Cervus elaphus L./. Bull. Acad. Polon. Sci. Cl. II, 1956, 4 (7-8): 289-291.

- Jaczewski Z., Gill J. Regulation of blood pressure in the red deer /Cervus elaphus L./ 3 Intern. Vildtbiologmode – Aarhus 1957: 128-134.

- Jaczewski Z., Gill J. Regulierung des Blutdruckes beim Rothirsch /Cervus elaphus L./. Z. Jagdwiss. 1958, 4 (4): 171-177.

- Jaczewski Z., Gill J. Capacity of the different parts of the digestive tract in the red deer /Cervus elaphus L./. 3 Intern. Vildtbiologmode – Aarhus 1957: 135-140.

- Jaczewski Z., Gill J. Kapazität der verschiedenen Teile des Verdauungsapparates des Rothirsches /Cervus elaphus L./. Z. Jagdwiss. 1958, 4 (4): 168-171.

- Jaczewski Z. Free transplantation and regeneration of antlers in fallow deer /Cervus dama /L.//. Bull. Acad. Polon. Sci. Cl. VI, 1958, 6 (4): 179-182.

- Jaczewski Z. Reproduction of the European bison /Bison bonasus L./, in Reserves. Acta Theriol. 1958, 1 (9): 333-376.

- Jaczewski Z. Spostrzeżenia z zakresu opieki weterynaryjnej w rezerwatach żubrów w latach 1952-1954. Roczn. Nauk Roln. 1959, 69-E (2): 297-318.

- Jaczewski Z. The effect of tubocurarine chloride on the Red deer /Cervus elaphus L./ Trans. Twenty-fourth North Amer. Wildlife Conf. Washington 1959: 408-413.

- Jaczewski Z. Beobachtungen bei der Maul- und Klauenseuche in polnischen Wisentreservaten. Z. Jagdwiss. 1960, 6 (3): 100-107.

- Jaczewski Z., Gill J., Koźniewski S. Regulation of blood pressure in the brown bear. Trans. IVth Congr. Intern. Union Game Biolog. 1959, Arnhem. 1960: 131-145.

- Jaczewski Z., Gill J., Koźniewski S. Capacity of the different parts of the digestive tract in the brown bear. Trans. IVth Congr. Intern. Union Game Biolog. 1959, Arnhem. 1960: 146-154.

- Jaczewski Z. Observations on the regeneration and transplantation of antlers in deer, Cervidae. Fol. Biol. Kraków 1961, 9 (1): 47-99.

- Jaczewski Z., Gill J., Koźniewski S. Regulation of blood pressure in the brown bear /Ursus arctos L./. Bull. Acad. Polon. Sci. Cl. II, 1961, 9 (5): 227-229.

- Jaczewski Z., Gill J., Regulation of blood pressure in the European bison, Bison bonasus /L./. Acta Physiol. Polon., 1961, 12 (6): 859-867.

- Jaczewski Z., Żurowski W., Zaniewski L. Regulation of blood pressure in the growing antlers of red deer /Cervus elaphus L./. Suppl. Ricerche di Zool. Appl. Alla Caccia – Trans. Vth Congr. Intern. Union Game Biolog. 1962, 4: 115-139.

- Jaczewski Z., Zaniewski L. Działanie combelenu na jelenia szlachetnego /Cervus elaphus L./. Med. Wet. Lublin 1963, 19 (7): 379-381.

- Jaczewski Z., Zaniewski L., Żurowski W. Observations on the circulation in the pedicle arteries of red deer /Cervus elaphus L./ Trans. VIth Congr. Intern. Union Game Biolog. Bournemouth 1963, 1965: 145-155.

- Jaczewski Z. Regeneration and transplantation of antlers in deer, Cervidae. Z. Säugetierk. 1967, 32 (4): 215-233.

- Jaczewski Z., Gałka B. Effects of administration of testosteronum propionicum on the antler cycle in red deer. VIIIth Intern. Congr. Game Biolog. Helsinki 1970: 303-308.

- Jaczewski Z., Morstin J. Collection of the semen of the red deer by electroejaculation. Pr. Mater. Zoot. 1973, 3: 83-86.

- Jaczewski Z., Krzywińska K. The induction of antler growth in a red deer male castrated before puberty by traumatization of the pedicle. Bull. Acad. Polon. Sci., Cl. V. 1974, 22 (1): 67-72.

- Jaczewski Z., Jasiorowski T. Observations on the electroejaculation in red deer. Acta Theriol., Białowieża 1974, 19 (10): 151-157.

- Jaczewski Z., Żurowski W. Observations on the releasing of the European beaver. Acta Theriol. 1974, 19 (25): 370-374.

- Jaczewski Z., Michalakowa W. Observations on the effect of human chorionic gonadotrophin on the antler cycle of fallow deer. J. Exp. Zool. 1974. 190 (1): 79-87.

- Jaczewski Z., Krzywińska K. The effect of testosterone on the behaviour of castrated females of red deer /Cervus elaphus L./. . Pr. Mater. Zoot. 1975, 8: 37-45.

- Jaczewski Z. The induction of antler growth in female red deer. Bull. Acad. Polon. Sci., Cl. 2, 1976, 24 (1): 61-65.

- Jaczewski Z. The artificial induction of antler cycles in female red deer. Deer, 1977, 4 (2): 83-86.

- Krzywiński A., Jaczewski Z. Observations on the artificial breeding of red deer. Symp. Zool. Soc. London, 1978, 43: 271-287.

- Jaczewski Z. Die Auswirkungen von Progesteron auf den Geweihzyklus beim Rotwild /Cervus elaphus L./. Z. Jagdwiss. 1979, 25 (3): 150-159.

- Jaczewski Z. Geweih eines europäischen Elches /Alces alces alces L./ besonderer Stärke. Z. Jagdwiss. 1980, 26 (2): 72-75.

- Jaczewski Z. Further observations on the induction of antler growth in red deer females. Fol. Biol. 1981, 29 (2): 131-140.

- Jaczewski Z., The artificial induction of antler growth in deer. In: Antler Development in Cervidae. Ed.: R.D. Brown. Texas 1983, Kingsville, 143-162.

- Bartecki R., Jaczewski Z., Seasonal variation in the plasma androgens concentration of red deer. Acta Theriol. 1983, 28 (20): 333-336.

- Jaczewski Z. Observations on the aggressive and sexual behaviour of red deer /Cervus elaphus L./. Deer, 1984: 85-87.

- Jaczewski Z., Bartecki R., Effects of oestradiol and dihydrotestosterone on the behaviour and antler cycle of castrated red deer males. Acta Zool. Fennica 1984, 171: 209-211.

- Oswald C., Jaczewski Z. Nieco danych o jeleniu białowargim /Cervus albirostris Przewalski, 1883/. Przegląd Zool. 1985, 29 (2): 215-225.

- Jaczewski Z., Oswald C. Einige Bemerkungen über die Internationalen Formeln zur Vermessung und Bewertung von Sumpfhirsch /Blastocerus dichotomus, Illiger, 1815/ und Schomburgkhirsch /Cervus schomburgki, Blyth, 1863/. Z. Jagdwiss., 1985, 31 (3): 175-184.

- Jaczewski Z. Einige Angaben über den Weißlippenhirsch /Cervus albirostris Przewalski, 1883/. Z. Jagdwiss., 1986, 32 (2): 75-83.

- Jaczewski Z. Reproduction in the red deer female and the effect of oestrogens on the antler cycle and behaviour. Acta Physiol. Pol., 1989, 40: 85-95.

- Jaczewski Z. Experimental induction of antler growth. Springer-Verlag New York, 1990: 371-395.

## Najważniejsze wyróżnienia
- Srebrny Krzyż Zasługi
- Złoty Krzyż Zasługi
- Krzyż Armii Krajowej
- Warszawski Krzyż Powstańczy
- Krzyż Walecznych
- Odznaka honorowa „Zasłużony dla Warmii i Mazur”
- Nagroda Naukowa Wydziału Nauk Rolniczych i Leśnych[6]

## Przynależność do organizacji naukowych
- Towarzystwo Naukowe Warszawskie

- Polskie Towarzystwo Fizjologiczne

- Polskie Towarzystwo Nauk Weterynaryjnych

- Polskie Towarzystwo Przyrodników im. M. Kopernika[6]